# Giuseppe Merati
 (mars 2022).
Giuseppe Merati (né à Venise en 1704, mort à Venise en janvier 1786) est un érudit italien.

## Biographie
Né en 1704, entra à l'exemple de son oncle Gaetano Maria dans l’ordre des Théatins, partagea sa vie entre ses devoirs et l’étude, et mourut à Venise au mois de janvier 1786. Il était membre de l’Académie d'Arcadie. On a de lui : la Vie, en italien, de l’évêque de Mazzara, Bartolomeo Castelli, Venise, 1738, in-4°; 2° Memorie intorno alla vita e agli scritti del P. Gaet. M. Merati, ibid., 1755, in-4° de soixante-dix pages. Il a laissé en manuscrit un ouvrage de bibliographie très-important : Gli scrittori d’Italia mascherati, etc., 2 vol. in-fol. C’est le catalogue chronologique des ouvrages anonymes et pseudonymes publiés par des Italiens depuis l’origine de l’imprimerie jusqu’à l’année 1770. L’abbé Lami en inséra la préface dans les Novelle letterarie de Florence ; et on la vit également paraître dans le Courrier littéraire. L’auteur continua son travail, le mit par ordre alphabétique, et, suivant le P. Vezzosi, l’avait presque terminé en 1780. Il l’intitulait alors : Dizionario ragionato, o sia storia critico-letteraria intorno a’ libri anonimi, pseudonimi, d’impostura e di plagio vero, o supposto, degli scrittori d’Italia e delle isole e paesi adjacenti. Son âge avancé et une ophthalmie dont il fut affligé l’empêchèrent de le publier.